# 最後の夜明け
『最後の夜明け』（さいごのよあけ）は、日本のR&BグループであるSkoop On Somebodyが2004年6月23日にリリースした通算22枚目（Skoop On Somebodyとしては14枚目）のシングル。

## 概要
アルバム『undressed〜club SOS〜』の先行シングル。
ミュージック・ビデオは初めてTAKEのみの出演となった。
初盤はレーベルゲートCD、通常盤はCD-DAにて発売された。

## 収録曲
編曲：SOS（特記以外）
1. 最後の夜明け
  - 作詞：TAKE　作曲：KO-HEY
2. alones
  - 作詞：TAKE　作曲：TAKE・石川智久
3. 最後の夜明け (In My Solitude)
  - 作曲:KO-HEY　編曲:KO-ICHIRO